# Alessandro Domenico Mazziari
Alessandro Domenico Mazziari ( * - 1857 ) fue un botánico italiano.

## Honores

### Epónimos
- (Iridaceae) Crocus mazziaricus Herb.[1]

- La abreviatura «Mazziari» se emplea para indicar a Alessandro Domenico Mazziari como autoridad en la descripción y clasificación científica de los vegetales.[2]